# Max Newman
Max Newman (anglès: Maxwell Herman Alexander Newman)  (Londres, 7 de febrer de 1897 - Comberton, 22 de febrer de 1984) va ser un matemàtic britànic i desxifrador de codis. El seu treball en la Segona Guerra Mundial va portar a la construcció de Colossus, la primera computadora electrònica del món en funcionament, programable, i va establir el Laboratori de Computació de la màquina de la Royal Society de la Universitat de Manchester, que va produir per primera vegada activa del món, un modern programa electrònic d'emmagatzematge el 1948, el Manchester Small-Scale Experimental Machine.

## Biografia
Max Newman, va néixer a Anglaterra el 7 de febrer de 1897. El seu pare, Herman Alexander Newmann era d'origen Alemany i va treballar a Anglaterra com a secretari d'una companyia. Allí va conèixer a Sara Pike, la seva futura esposa i mare de Maxwell.
L'any 1908 Max Newman va assistir a l'escola de Londres. A partir d'aquí va guanyar una beca per anar a estudiar a Cambridge a St. John's College, i hi va ingressar l'any 1915. Per desgràcia l'inici de la Primera Guerra Mundial va interrompre en la carrera de Newman. Entre 1916 i 1919 va estar fent treballs relacionats amb la guerra, com per exemple de mestre d'escola. Va tornar a la Universitat després que les seves tasques relacionades amb la guerra haguessin acabat el 1919. Es va graduar l'any 1921 i l'any 1923 es va associar amb el St. John's College. Durant una visita a Viena entre el 1922 i 1923 va ser influenciat per Reidemester. Va ser nomenat professor de matemàtiques a Cambridge al 1927. Al 1935 les seves lliçons sobre els Fonaments de les Matemàtiques van inspirar a Alan Turing a començar la seva carrera en l'àmbit de les computadores. Newman va escriure Elements of the topology of plane sets of points, l'any 1939, un treball sobre topologia utilitzat encara avui en dia com a material de referència.
Newman es va casar amb l'escriptora Lyn Irvine l'any 1934. Van tenir dos fills, un d'ells William.
Newman va tornar a Princeton a fer una segona visita entre els anys 1937 i 1938. Al 1939 va esdevenir Fellow de la Royal Society. Al 1942 es va unir al Government Code i al Chiper School i allí va treballar el Colossus amb Henry Whitehead i amb Bill Tutte.
L'obra en la qual va contribuir Newman, encara que era diferent de la d'Enigma, ha estat descrita amb una importància comparable. Newman va idear una manera de portar endavant l'obra de Tiltman i Tutte utilitzant unes màquines especialment dissenyades, i per aquesta raó, se li va donar el càrrec d'una secció anomenada comunament "Newmanry".
Aviat es va veure involucrat en dissenyar una màquina molt més avançada, que molts pensen que va tenir lloc en la història de les computadores digitals. El disseny va posar en pràctica el seu coneixement per la lògica formal. Tot això li va donar una idea del que podria fer-se amb mitjans electrònics, i es va convèncer que els ordinadors digitals havien de ser construïts.
El seu treball matemàtic en el camp de la topologia combinatòria va influir al seu amic Henry Whitehead. Una sèrie d'articles sobre Newman en aquest tema entre 1926 i 1932 van revolucionar el camp. Newman aconsegueix tot això donant totalment una nova forma de definició d'equivalència combinatòria basada en tres moviments elementals, en lloc de la noció de subdivisió que havia estat prèviament utilitzada. Això li va permetre refer el subjecte que evitava les dificultats que anteriorment li havien sorgit.
Max Newman va morir a Cambridge l'any 1984.

## Segona Guerra Mundial
La Gran Bretanya va declarar la guerra a Alemanya el 3 de setembre de 1939. L'ascendència parcialment jueva de la família Newman va ser preocupant a causa de l'aparició de l'Alemanya nazi, i per això Lyn, Edward i William van ser evacuats a Amèrica. Max, però, va romandre impartint classes a Cambridge, així com investigant. Cap a la primavera de 1942, va començar a considerar en contribuir al seu país per la guerra. Després d'algunes consultes, va ser reclutat per treballar en la Government Code and Cypher School, situada a Bletchey Park, Buckinghamshire. Després d'assegurar-se que la nacionalitat alemanya del seu pare no presentés traves per a la realització de la feina, va ingressar en Bletchey Park el 31 d'agost de 1942.
Va ser assignat a la secció d'investigació i posat a treballar en una màquina de xifratge utilitzada pels alemanys per xifrar teletips, que havien capturat recentment. Es va unir a la "Testery", la secció dedicada per aquesta finalitat. No li va agradar la feina, ja que no li semblava apte per a les seves habilitats. Va persuadir als seus superiors que el procés d'enginyeria inversa podria ser mecanitzat, i aquests li van assignar el desenvolupament d'una màquina dedicada a aquesta finalitat el desembre de 1942. La construcció de la mateixa va començar el gener de 1943, i el primer prototip va ser desplegat al juny d'aquest any. Va ser usada en la nova secció liderada per Newman, la «Newmanry», situada inicialment en la Hut 11 a la que treballaven ell mateix, l'especialista en intel·ligència artificial Donald Michie, dos enginyers, i 16 dones de la Women 's Royal Naval Service (Wrens). Les Wrens li van donar a la màquina el sobrenom de «Heath Robinson», en honor del dibuixant del mateix nom que dibuixava caricatures de màquines absurdes.
Les màquines Robinson, encara que eren més ràpides que el desxifrat manual, estaven limitades pel que fa a velocitat i fiabilitat. Tommy Flowers, de l'Estació d'Investigació de l'Oficina Postal, Dollis Hill, tenia experiència amb vàlvules termoionicasy va construir una màquina electrònica, l'ordinador Colossus, que va ser instal·lat a la Newmanry. El prototip va ser un gran èxit i altres 9 màquines van ser produïdes i utilitzades abans que acabés la guerra.

## Postguerra
Cap a setembre de 1945, Newman va ser nomenat cap de l'Escola de Matemàtiques de la Universitat de Manchester. En el seu nou lloc, Newman va fundar el Royal Society Computing Machine Laboratory a la Universitat i va reclutar als enginyers Frederic Calland Williams i Thomas Kilburn. Junts van construir el primer computador de la història amb programes informàtics emmagatzemats de forma electrònica, basades en les idees de Turing. Newman es va retirar a Comberton el 1964, prop de Cambridge. Després de la mort de Lyn el 1973, va contreure matrimoni amb Mrs. Margaret Penrose, vídua de Lionel Penrose.
Va continuar investigant en topologia combinatòria en el seu retir, durant un període en el qual Anglaterra, i en concret Cambridge, es van convertir en un centre important d'activitat acadèmica. Part dels seus estudis van ser en conjunció amb el matemàtic Christopher Zeeman. Newman va fer diverses contribucions importants pel que va ser convidat a presentar el seu treball en el Congrés Internacional de Matemàtics de 1962 a Estocolm. Entre les seves contribucions durant el final de la seva vida es troba la demostració formal d'una de les conjectures de Poincaré el 1966.

## Títols i honors
- Fellow of the Royal Society, escollit l'any 1939
- Royal Society Sylvester Medal, atorgat l'any 1958
- London Mathematical Society, presidint des de l'any 1949 al 1951
- LMS De Morgan Medal, atorgat l'any 1962
- D.Sc. University of Hull, atorgat l'any 1968

L'Edifici Newman, ubicat a Manchester, va ser nomenat en el seu honor. L'edifici va allotjar als matemàtics de la Universitat Victoria de Manchester durant el trasllat de l'Escola de Matemàtiques entre 2004 i 2007 de l'antiga Torre Matemàtica al nou Edifici Alan Turing, on també es va nomenar una aula en honor de Newman.
L'any 1946, Newman va rebutjar una Orde de l'Imperi Britànic a acte de protesta contra el tracte que va rebre Alan Turing. A ulls de Newman, Alan havia fet un treball molt més important que el seu per la resolució de la guerra. Per Newman, ser premiat amb el mateix mèrit suposava un greuge comparatiu.